# 柳园站
柳园站位于甘肃省酒泉市瓜州县柳园镇，建于1958年，是兰新铁路的一个车站。距离兰州站1067公里，距上行车站峡口站23公里，距下行车站小泉东站16公里。该站隶属乌鲁木齐局集团哈密车务段。

## 历史
为了扩大敦煌知名度，柳园站于2000年7月1日更名为敦煌站，但该站距敦煌市区约128公里，而当时多数前往敦煌的游客均在柳园站转乘长途汽车前往敦煌，车程近2小时。
随着离敦煌城区更近的敦煌铁路敦煌站的开通，该站于2006年1月1日恢复原名称柳园站，但电报略码仍为DHR而非2000年更名前的LYR。
本站在2025年7月1日三季度调图后，途经本站的列车几乎全部取消本站停靠，自2025年7月4日起，柳园站无旅客列车停靠，停办旅客业务。

## 业务范围
- 货运：办理整车、零担货物发到